# Dänische Badmintonmeisterschaft 1949
Die Dänische Badmintonmeisterschaft 1949 fand in Kopenhagen statt. Es war die 19. Austragung der nationalen Titelkämpfe im Badminton in Dänemark.

## Titelträger
| Disziplin    | Sieger                                                    |
| ------------ | --------------------------------------------------------- |
| Herreneinzel | Poul Holm, Gentofte BK                                    |
| Dameneinzel  | Tonny Ahm, Gentofte BK                                    |
| Herrendoppel | Tage Madsen Børge Frederiksen, Skovshoved IF              |
| Damendoppel  | Kirsten Thorndahl, Amager BC Aase Svendsen, Københavns BK |
| Mixed        | Tage Madsen, Skovshoved IF Kirsten Thorndahl, Amager BC   |